# Mustafa ibn Umar Kyari
Mustafa ibn Umar Kyari Amin al-Kanemi (Dikwa, 1924-el Caire, 2009) fou el 19è sultà de Bornu.
Era el quart fill del sultà Umar ibn Muhammad Amin Kayari al-Kanemi, que havia regnat durant 50 anys primer a Dikwa i després a tot Bornu fins que va morir el gener del 1968. Es va educar a Dikwa fins al 1944. Després va anar a la universitat Ahmadu Bello de Zaria (Nigèria) i va estudiar també a Potiskum (1953 i 1969). La seva carrera política va començar el 1945 amb petits càrrecs administratius. El 1956 fou escollit membre de l'Assemblea de Nigeria Septentrional pel Congrés dels Pobles del Nord per la circumscripció de Damaturu/Bursari; fou reelegit el 1959. Fou després (1961) secretari parlamentari o viceministre del Ministeri de Terres i Inspeccions de la Regió Septentrional.
Va tornar a Maiduguri el 1966 i va exercir alguns carres administratius, sent cap dels districte de Mafa el 1968 i després de Nganzai el 1970. Exercia aquest darrer càrrec el 1974 quan fou escollit per la Majilasku Kaduwube (reunió de notables que escollien al sultà, presidida pel waziri de Bornu). Fou coronat (enturbanat) formalment pel governador de l'estat el divendres
 1 de febrer de 1975 a Yerwa (Maidiguri). Va representar a Nigèria al funeral de l'assassinat rei d'Aràbia Saudita i va aprofitar per fer la peregrinació a la Meca. El 1978 fou nomenat camarlenc de la Universitat de Port Harcourt i va treballar amb la Universitat de Maiduguri per la qual fou doctor honoris causa.
Va anar a Egipte per tractar-se d'una malaltia i va morir al Caire a les darrers hores del 20 de febrer de 2009 amb 85 anys. El 4 de març de 2009 fou designat nou sultà Abba Kyari Shehu Umar Garbai.